# CAサン・マルティン (トゥクマン)
クルブ・アトレティコ・サン・マルティン (スペイン語: Club Atlético San Martín) は、アルゼンチンの北部、トゥクマン州の州都サン・ミゲル・デ・トゥクマンを本拠地とするサッカークラブである。2024-25シーズンはプリメーラ・ナシオナル（2部）に所属している。

## ライバル
CAサン・マルティンの最大のライバルは、アトレティコ・トゥクマンである。この対戦はクラシコ・トゥクマーノ（トゥクマン・ダービー）と呼ばれている。

## タイトル

### 国内タイトル
- プリメーラB・ナシオナル (2部) : 1回
  - 2007-08

- トルネオ・アルヘンティーノA (3部) : 1回
  - 2006クラウスーラ

- トルネオ・アルヘンティーノB (4部) : 1回
  - 2005

- トルネオ・アルヘンティーノC (5部) : 1回
  - 1988

## 歴代監督
- カルロス・A・ロルダン
- ペドロ・モンソン 2011-2012

## 歴代所属選手
- リカルド・ビジャ 1973
- モネール 1995-1996
- カルロス・モラレス・サントス 2004-2006